# Bande des 11 mètres
La bande 26,960 MHz à 27,230 MHz, désignée aussi par sa longueur d'onde, 11 mètres, a été une bande du service radioamateur partagée avec les services professionnels fixes et mobiles.

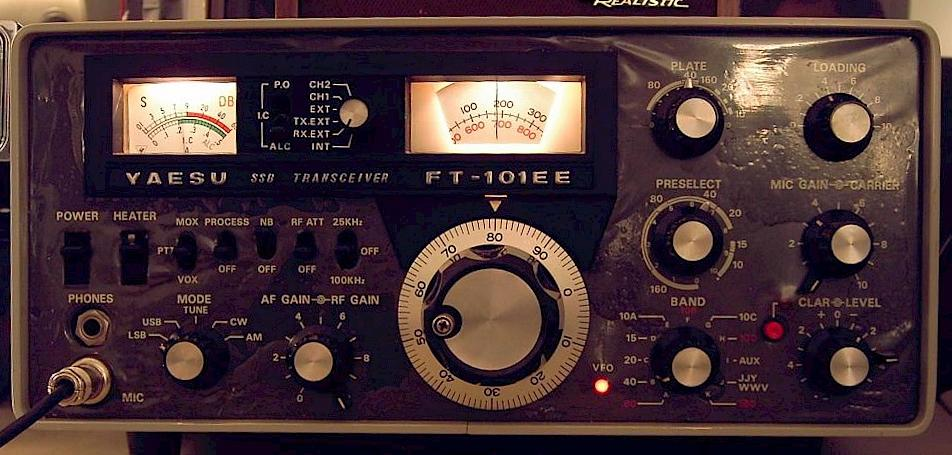
Un (bandes 10-80 m et 26,9 à 27.5 MHz).

La bande est utilisée par la citizen-band (CB) depuis 1981.

## Historique
- En 1947. La bande radioamateur de 28 MHz à 30 MHz devient de 28 MHz à 29,7 MHz [1] , [2], avec la création de la bande 26,960 MHz à 27,230 MHz (en échange de la bande 29,7 MHz à 30 MHz supprimée du service radioamateur).

Le service radioamateur utilise la bande 26,960 MHz à 27,230 MHz  :
- en Australie,
- en Nouvelle-Zélande,
- en Union d'Afrique du Sud
- dans les territoires sous mandat de l’Afrique du Sud-ouest
- en région 2 UIT (qui est l'Amérique et le Groenland)

Les services de radiocommunication désirant travailler à l'intérieur de la bande s'étendant de 26,957 MHz à 27,283 MHz doivent s'attendre à être brouilles par les applications industrielles, scientifiques et médicales de la fréquence assignée de 27,120 MHz . L'énergie radioélectrique émise par ces applications doit être contenue dans les limites de la bande s'étendant de ± 163,0 kHz.
- En France le talkie-walkie dans la gamme 27 MHz a occupé la bande avec des services professionnels ( [5] ).

- Depuis 1981. À présent, la bande des citoyens occupe la bande des 11 mètres.

## Matériel radio
Pour travailler dans la bande des 11 mètres. Le matériel radioamateur commercial des années 1970 était de la marque: 

Sommerkamp sur la bande: 11 ou AUX (  ) 

Yaesu sur la bande: 11 ou AUX (  ).

## Les antennes
Les antennes les plus utilisées sur cette bande :
- Antenne Yagi
- Antenne quad
- Antenne losange
- Antenne log-périodique
- Antenne colinéaire
- Antenne ground plane
- Antenne fouet
- Antenne fouet hélicoïdale (mobile) ;
- Antenne dipolaire ou dipôle

## La propagation sur la bande27-28MHz

### La propagation locale

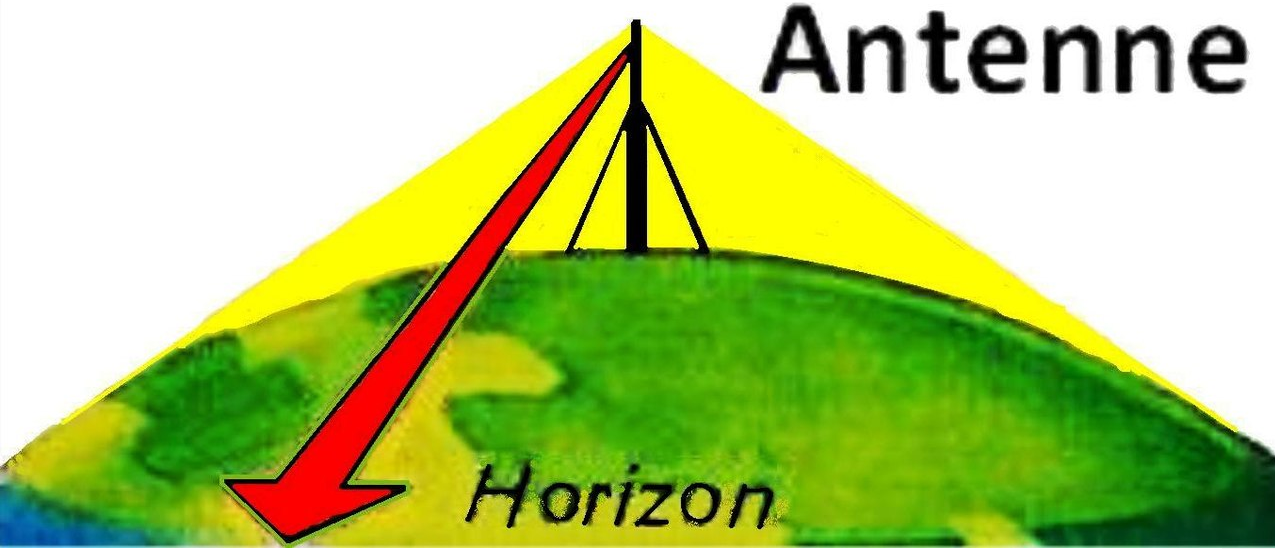
Propagation locale sur la bande HF

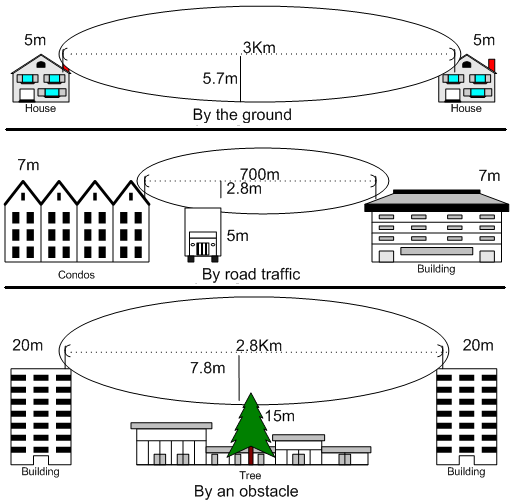
Propagation locale sur la bande HF

La propagation est dans une zone de réception directe (quelques dizaines de kilomètres) en partant de l’émetteur. 
- La propagation est comparable à celle d’un rayon lumineux.
- Les grands obstacles sur le sol prennent de l’importance.
- En absence d'obstacles, la portée radio est fonction de la courbure de la terre et de la hauteur des antennes d’émission et de réception selon la formule:

- {\displaystyle d=4,188\times \ ({\sqrt {h1}}\ +{\sqrt {h2}})}
- d est la portée radio en km (sans obstacles intermédiaires.)
- h1 est la hauteur de l’antenne d’émission en mètres au-dessus de la hauteur moyenne du sol.
- h2 est la hauteur de l’antenne de réception en mètres au-dessus de la hauteur moyenne du sol.

Exemple entre deux stations radioélectriques:
- La hauteur de l’antenne d’une station radioélectrique est de 4 mètres au-dessus de la hauteur moyenne du sol.
- La hauteur de l’antenne de l'autre station radioélectrique est de 9 mètres au-dessus de la hauteur moyenne du sol.
- {\displaystyle 21=4,188\times \ ({\sqrt {4}}\ +{\sqrt {9}})}
- La distance maximum entre les deux stations radioélectriques est de 21 km (sans obstacles intermédiaires.)

Les portées pratiques en onde directe, au-dessus du sol obtenus par le tableau ci-dessous, sont indiquées en kilomètres suivant les hauteurs des antennes d'émission et de réception, la portée correspond à une puissance d'émission de 10 watts sur 27 MHz et pour une réception radioélectrique d'un champ de 4 microvolts par mètre.
| Hauteurs des antennes des stations au-dessus de la hauteur moyenne du sol | Hauteurs des antennes des stations au-dessus de la hauteur moyenne du sol | Distance de la portée | Distance de la portée |
| ------------------------------------------------------------------------- | ------------------------------------------------------------------------- | --------------------- | --------------------- |
| une station                                                               | l'autre station                                                           | en ville, en forêt    | en mer                |
| 1,80 m                                                                    | 1,80 m                                                                    | 3 km                  | 16 km                 |
| 9 m                                                                       | 1,80 m                                                                    | 7 km                  | 30 km                 |
| 9 m                                                                       | 9 m                                                                       | 9 km                  | 40 km                 |
| 180 m                                                                     | 1,80 m                                                                    | 24 km                 | 72 km                 |

### La propagation à grande distance
- Ouverte en F2 le jour, en période de grande activité solaire (3 ans tous les 11 ans) pour la communication intercontinentale avec une distance de saut de 2000 à 4000 km.

- Propagation sporadique E.

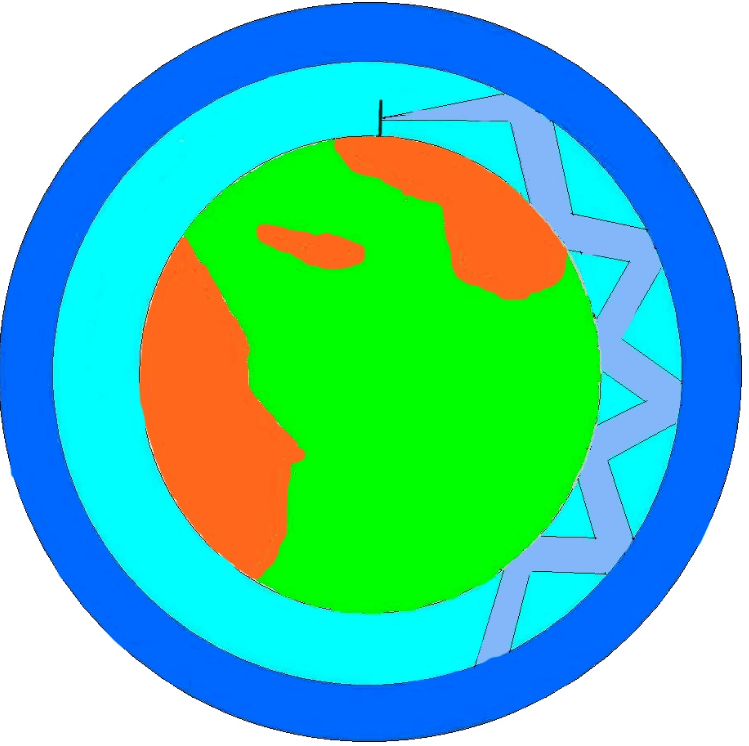
La propagation par onde réfléchie entre ciel et terre.

- Ouverte en irrégularités alignées sur le champ magnétique troposphérique.
- De plus on rencontre en partant de l’émetteur une petite zone de réception par onde de sol, une zone de silence, une zone de réception indirecte, une zone de silence, une zone de réception indirecte, une zone de silence et ainsi de suite. L’énergie radiofréquence est réfléchie par les couches de l'ionosphère. Ces réflexions successives entre le sol ou la mer et les couches de l'ionosphère permette des liaisons radios intercontinentales [9].